# Patrimoni dell'umanità di Antigua e Barbuda
I patrimoni dell'umanità di Antigua e Barbuda sono i siti dichiarati dall'UNESCO come patrimonio dell'umanità ad Antigua e Barbuda, che è divenuta parte contraente della Convenzione sul patrimonio dell'umanità il 1º novembre 1983.
Al 2023 un solo sito è iscritto nella Lista dei patrimoni dell'umanità: il cantiere navale di Antigua e siti archeologici associati, scelto nel 2016 in occasione della quarantesima sessione del comitato del patrimonio mondiale. Non vi sono invece candidature per nuove iscrizioni.

## Siti del Patrimonio mondiale
| Foto | Sito                                                     | Luogo           | Tipo                     | Anno | Descrizione |
| ---- | -------------------------------------------------------- | --------------- | ------------------------ | ---- | --- |
|      | Cantiere navale di Antigua e siti archeologici associati | English Harbour | Culturale (1499; ii, iv) | 2016 | Il sito è costituito da un gruppo di edifici e strutture navali in stile georgiano, all'interno di un recinto murato. L'ambiente naturale di questo lato dell'isola di Antigua, con le sue profonde e strette baie circondate da altopiani, offriva riparo dagli uragani ed era ideale per riparare le navi. La costruzione del cantiere navale da parte della marina britannica non sarebbe stata possibile senza il lavoro di generazioni di africani ridotti in schiavitù dalla fine del XVIII secolo. Il suo scopo era proteggere gli interessi dei coltivatori di canna da zucchero in un momento in cui le potenze europee erano in competizione per il controllo dei Caraibi orientali. |